# Interkosmos 11
Interkosmos 11 (Indeks COSPAR 1974-034A) – sztuczny satelita wprowadzony na orbitę w ramach programu Interkosmos, kolejny sputnik słoneczny.

## Misja
Interkosmos 11 wystartował z Ziemi 17 maja 1974 roku. Jego aparatura została skonstruowana przez specjalistów czechosłowackich, niemieckich i radzieckich. Obserwacje prowadziło siedem europejskich krajów socjalistycznych, w tym Polska. Zadaniem jej były badania krótkofalowego promieniowania słonecznego i jego wpływ na ziemską atmosferę. Parametry orbity satelity miały wartość: perygeum 484 km, apogeum 526 km, czas trwania jednego okrążenia wokół Ziemi 94,5 minuty, nachylenie płaszczyzny orbity 50,7°.

Aparatura satelity działała do 3 lutego 1975 roku, a satelita istniał sześć lat.